# Jonas Žemaitis
Jonas Žemaitis, född 1909, död 1954, litauisk general och ledare för Skogsbröderna.
Jonas Žemaitis var ledare för den litauiska motståndsrörelsen mot den sovjetiska ockupationsmakten. Han tillfångatogs, förhördes och avrättades i Moskva. 
En staty av Jonas Žemaitis finns idag utanför Litauens försvarsdepartement i huvudstaden Vilnius. 